# Sistema de Transporte Interplanetário

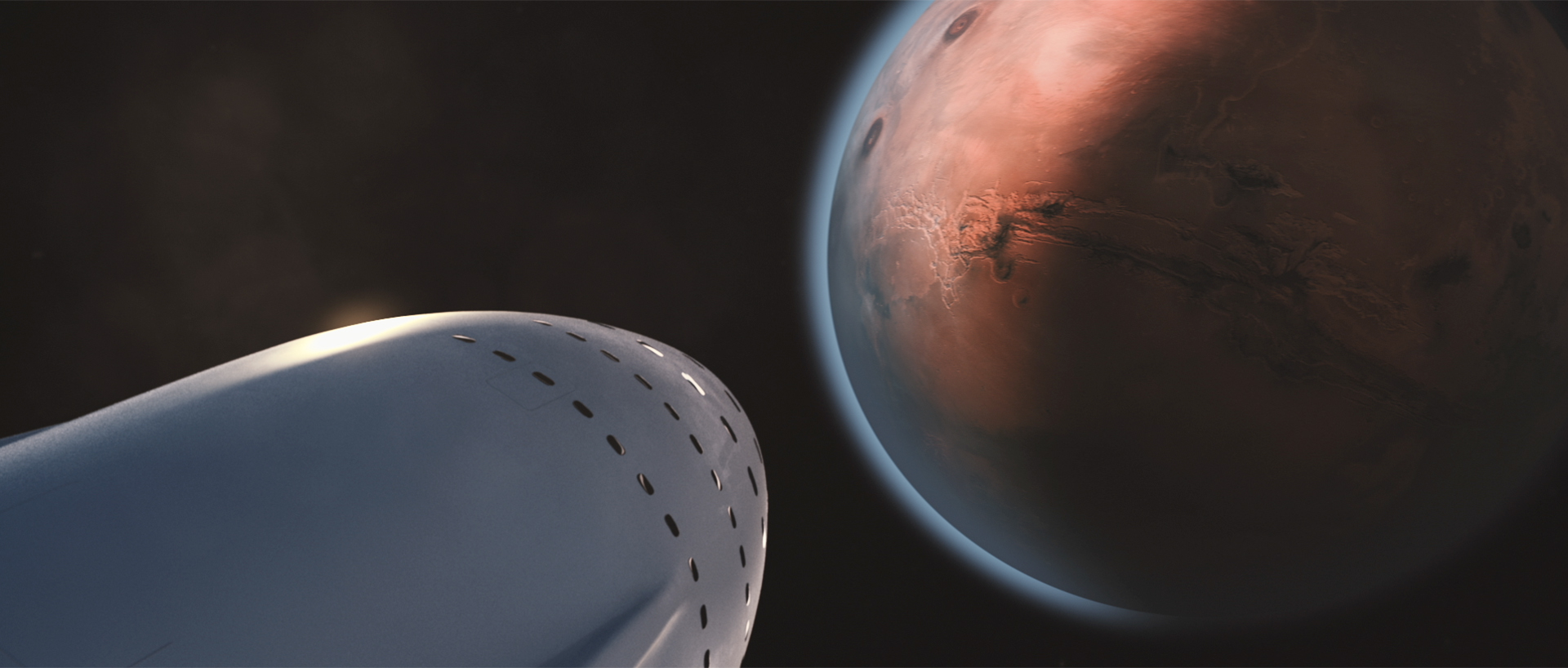
Representação artística de uma espaçonave da SpaceX se aproximando de Marte.

Elon Musk e SpaceX propuseram desenvolver uma infraestrutura de transporte até Marte para facilitar a eventual colonização do planeta. O design inclui veículos de lançamento totalmente reutilizáveis, naves espaciais para transporte humano, petroleiros propulsores em órbita, plataformas de lançamento e produção local de foguetes em Marte através da utilização de recursos in-situ (ISRU). A SpaceX visa colocar os primeiros humanos em Marte até 2024.
Em outubro de 2017, o elemento chave da infraestrutura era o BFR, "Big Fucking Rocket" ou "Big Falcon Rocket". É um foguete de dois estágios onde o estágio superior também é usado como nave espacial para chegar a Marte e retornar à Terra. Para alcançar uma grande carga útil, a nave espacial primeiro entra na órbita terrestre, onde é reabastecida antes de partir para Marte. Depois de pousar em Marte, a nave espacial é carregada com combustível produzido localmente para retornar à Terra. A carga útil esperada do BFR é de 150 toneladas para Marte.
A SpaceX pretende concentrar seus recursos na parte do transporte do projeto de colonização de Marte, incluindo o projeto da planta de propulsora Sabatier, que será implantada em Marte para sintetizar metano e oxigênio líquido como propulsores do foguete a partir do fornecimento local de dióxido de carbono atmosférico e gelo. No entanto, Musk defende um conjunto maior de objetivos de colonização de Marte a longo prazo, indo muito além do que a SpaceX projeta para construir; uma colonização bem-sucedida envolveria, em última instância, muitos atores econômicos - sejam eles indivíduos, empresas ou governos - para facilitar o crescimento da presença humana em Marte durante muitas décadas.